# Beyond the Mist
Beyond the Myst è  un album in studio di Robin Trower, pubblicato nel 1985.

## Tracce
1. The Last Time – 5:57
2. Keeping a Secret – 4:16
3. The Voice – 4:17
4. Beyond the Myst – 5:30
5. Time is Short – 4:35
6. Beck It Up – 5:00
7. Bridge of Sights – 10:29

## Formazione

### Ufficiale
- Robin Trower - chitarra
- Dave Bronze - voce, chitarra
- Martin Clapson - batteria